# Rue du Faubourg-Montmartre
Pour les articles homonymes, voir Faubourg Montmartre.
La rue du Faubourg-Montmartre  est une voie située dans le quartier du Faubourg-Montmartre dans le 9e arrondissement de Paris.

## Situation et accès
La rue du Faubourg-Montmartre est desservie par les lignes 8 et 9 à la station Grands Boulevards, 7 à la station Le Peletier et 12 à la station Notre-Dame-de-Lorette.

## Origine du nom
La rue tient son nom du fait qu'elle était la voie principale du faubourg Montmartre. Lui-même prend son nom de sa situation : à la sortie de la ville, en direction de Montmartre. Durant la Révolution française, la rue prit temporairement le nom de « rue du Faubourg-Montmarat » et le faubourg lui-même celui de « Faubourg-Mont-Marat ».

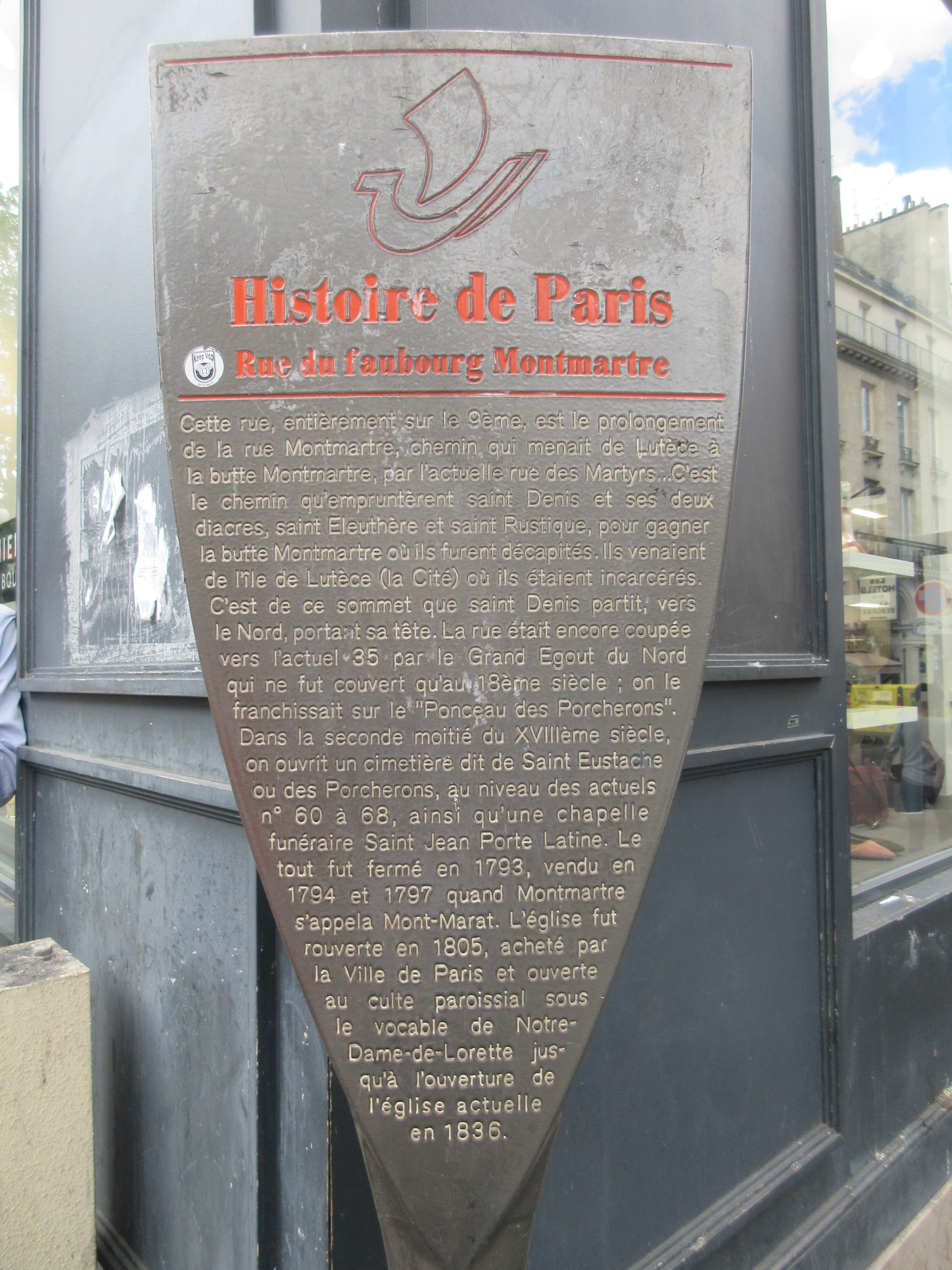
Panneau Histoire de Paris
« Rue du Faubourg-Montmartre »

## Historique
Cette voie de Paris qui est présente sur les plans les plus anciens de la ville, constitue le prolongement de la voie principale, la rue Montmartre, qui menait de Paris à l'abbaye de Montmartre, située au nord de la ville par l'actuelle rue des Martyrs.
D'après les Vies de saint Denis, écrites à l'époque carolingienne et faisant suite à l'invention de l'abbé de Saint-Denis, Hilduin, incarcérés dans l'île de Lutèce, Denis et ses diacres, saint Eleuthère et saint Rustique, empruntèrent les chemins, qui seront nommés rue Montmartre, rue du Faubourg-Montmartre et rue des Martyrs, pour gagner la butte Montmartre ou ils sont décapités.
Elle est citée sous le nom de « rue et chaussée du faulxbourg de Montmartre » dans un manuscrit de 1636.
Jusqu'au XVIIIe siècle, la rue était coupée en deux par le Grand Égout qui était situé vers l'actuel no 35.
À la mort de Marat, elle s'appela « rue du Faubourg-Montmarat » alors que Montmartre avait pris le nom du farouche révolutionnaire.
Une décision ministérielle du 28 messidor an X (17 juillet 1802), signée Chaptal, et une ordonnance royale du 10 mai 1840, ont fixé la moindre largeur de cette voie publique à 15 mètres.
En application du décret d'utilité publique de 1859, la rue du Faubourg-Montmartre est coupée en deux pour livrer passage à la rue Lafayette. Un jugement rendu en l'audience publique de la première chambre du Tribunal civil de première instance de la Seine, à la date du 26 mars 1859, déclare expropriés les immeubles nos 42, 50 et 52.
Le 11 octobre 1914, durant la Première Guerre mondiale, le no 65 rue du Faubourg-Montmartre est touché lors d'un raid effectué par des avions allemands.

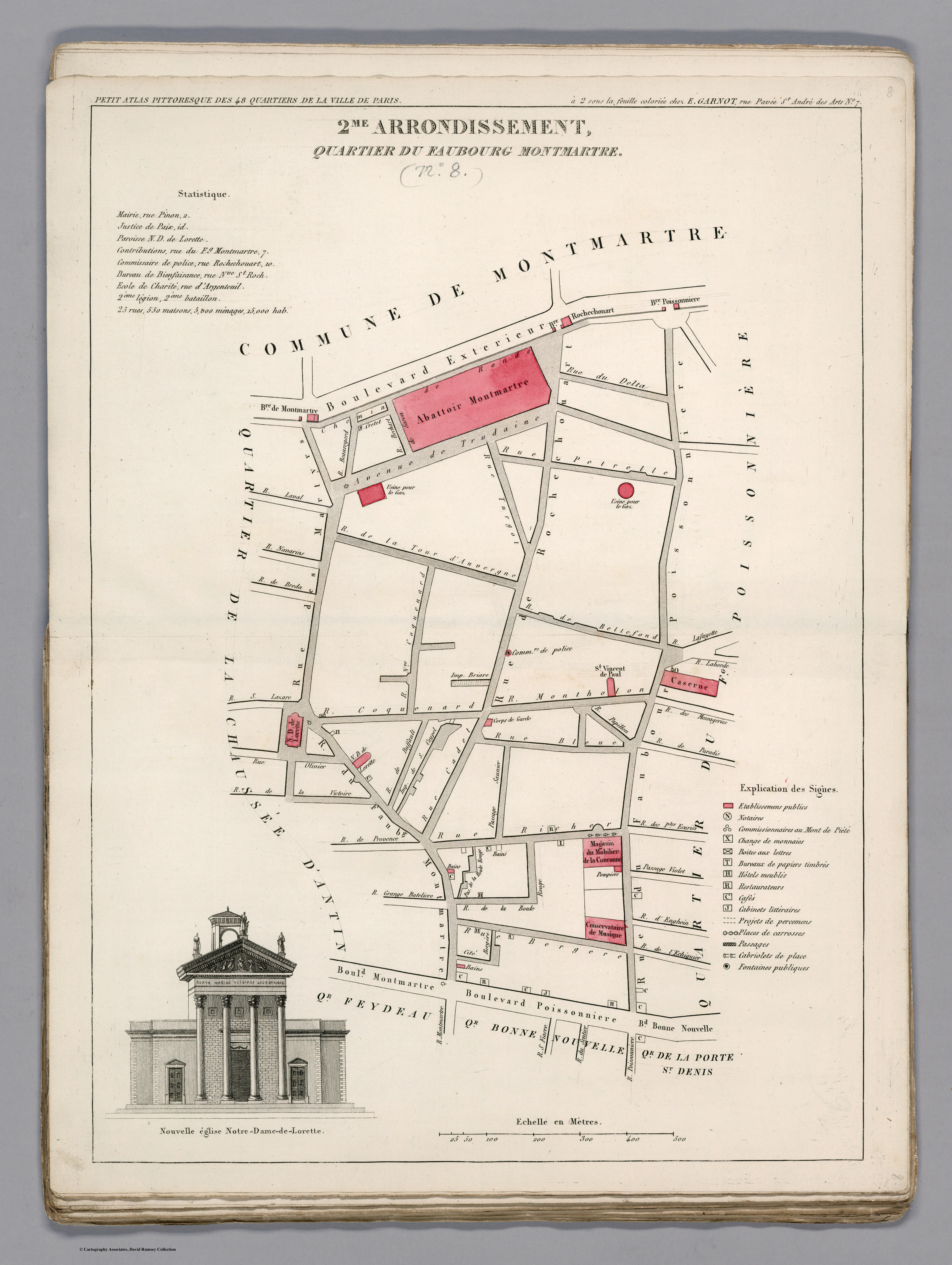
Plan du quartier du Faubourg-Montmartre dans l'ancien 2e arrondissement en 1834.

## Bâtiments remarquables et lieux de mémoire
- Au no 4 a été construit, dans la cour, un modèle réduit du palais des Tuileries. Ce bâtiment se trouvait probablement en façade du boulevard et a été caché par la construction d'un immeuble.
- Au no 7, se trouve le restaurant Bouillon Chartier. Victor Noir a résidé à cette adresse[réf. nécessaire]. Isidore Ducasse, comte de Lautréamont, célèbre poète français, y mourut.
- Au no 8, Le Palace, salle de spectacle.
- Au no 9, Claude-Henri de Rouvroy, comte de Saint-Simon, « le dernier des gentilshommes et le premier des socialistes » y mourut le 19 mai 1825.
- Au no 10, ancien siège du journal L'Auto.
- Au no 27, immeuble de 5 niveaux au-dessus du rez-de-chaussée (entresol, trois étages et niveau de combles aménagé en atelier) ayant appartenu au photographe parisien Henri Manuel (1874-1947), fondateur de l'Agence universelle de reportages Henri Manuel[7], également connu sous le nom de Studio Henri Manuel et ultérieurement sous celui de Galerie Henri Manuel. Il réalisa de nombreux portraits de personnalités du monde de la politique, des arts et du spectacle, puis étendit son champ d'activités à d'autres domaines, tels que la photographie de mode, entre autres pour Coco Chanel, Paul Poiret et Lanvin. En 1928, le ministère de la Justice lui commanda une série de clichés des prisons parisiennes[8].
- Au no 31, une entrée du passage Verdeau.
- Au no 32, le poète Lautréamont habita de 1869 à sa mort en 1870.
- Vers le no 35, le Grand Égout coupait la rue avant son recouvrement.
- Au no 42, une entrée du passage des Deux-Sœurs.
- Au no 45, ancien siège de l'Association républicaine des anciens combattants.
- No 59 rue du Faubourg-Montmartre, no 44 rue Le Peletier et no 13 rue de Chateaudun : immeuble du siège national du Parti communiste français de 1937 à 1971 (le nouveau siège du Parti communiste français est situé place du Colonel-Fabien). En 1944, il est réquisitionné par la Milice française[9].
- Nos 60 à 68 et 1-2, rue de Maubeuge : emplacement du cimetière des Porcherons, qui dépendait de la paroisse Saint-Eustache, et de la chapelle Saint Jean Porte latine. Le cimetière

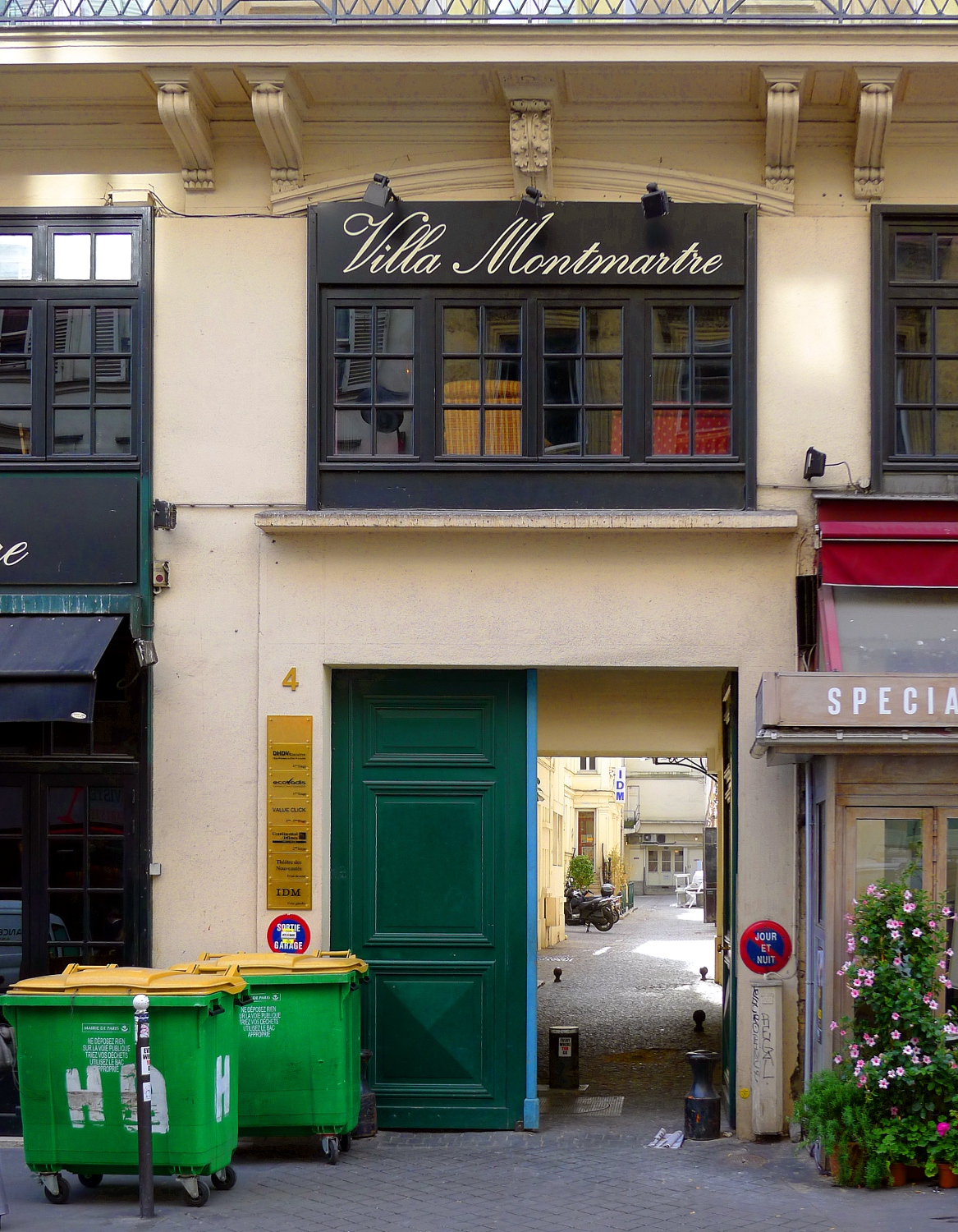
No 4, la villa Montmartre.
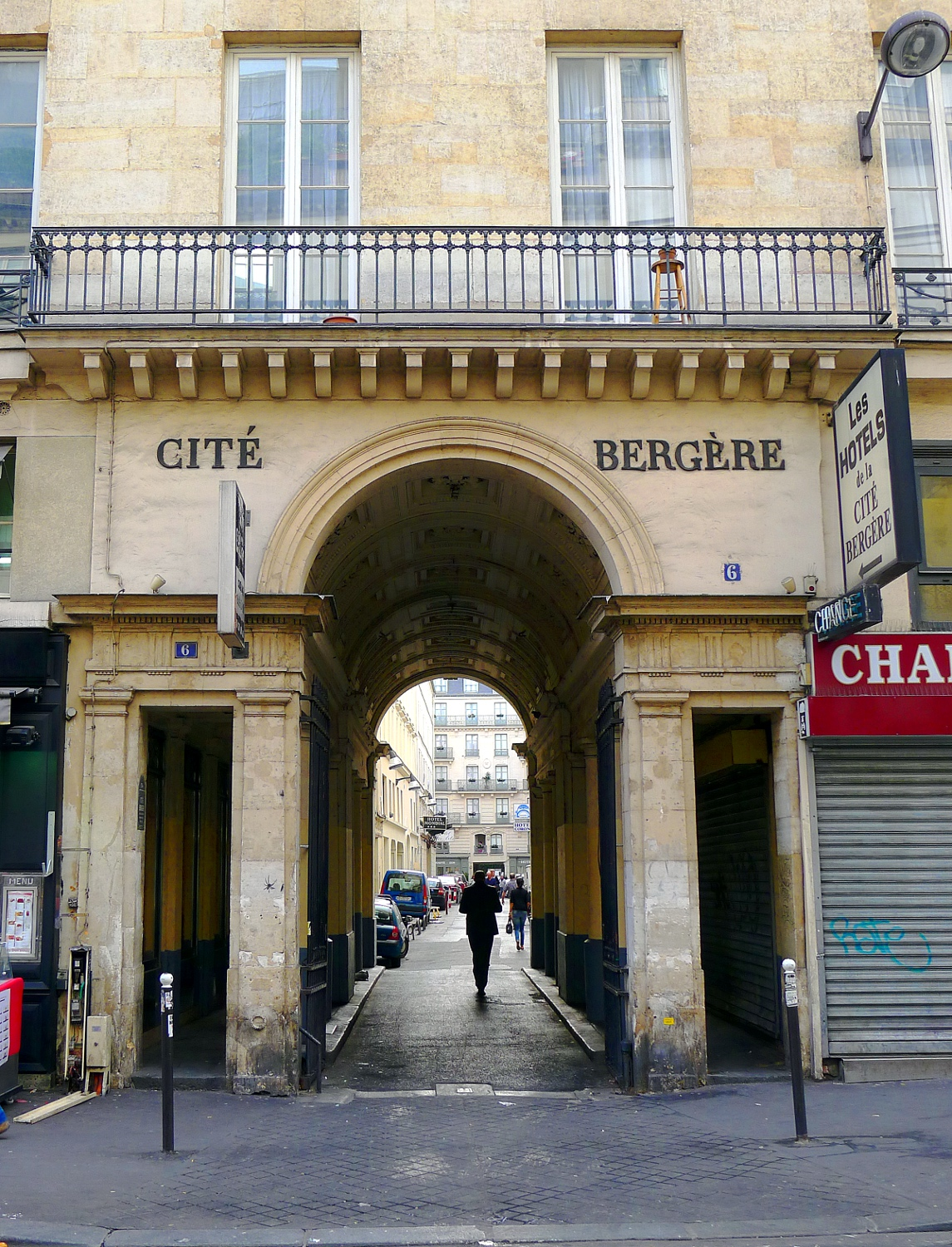
No 6, la cité Bergère.
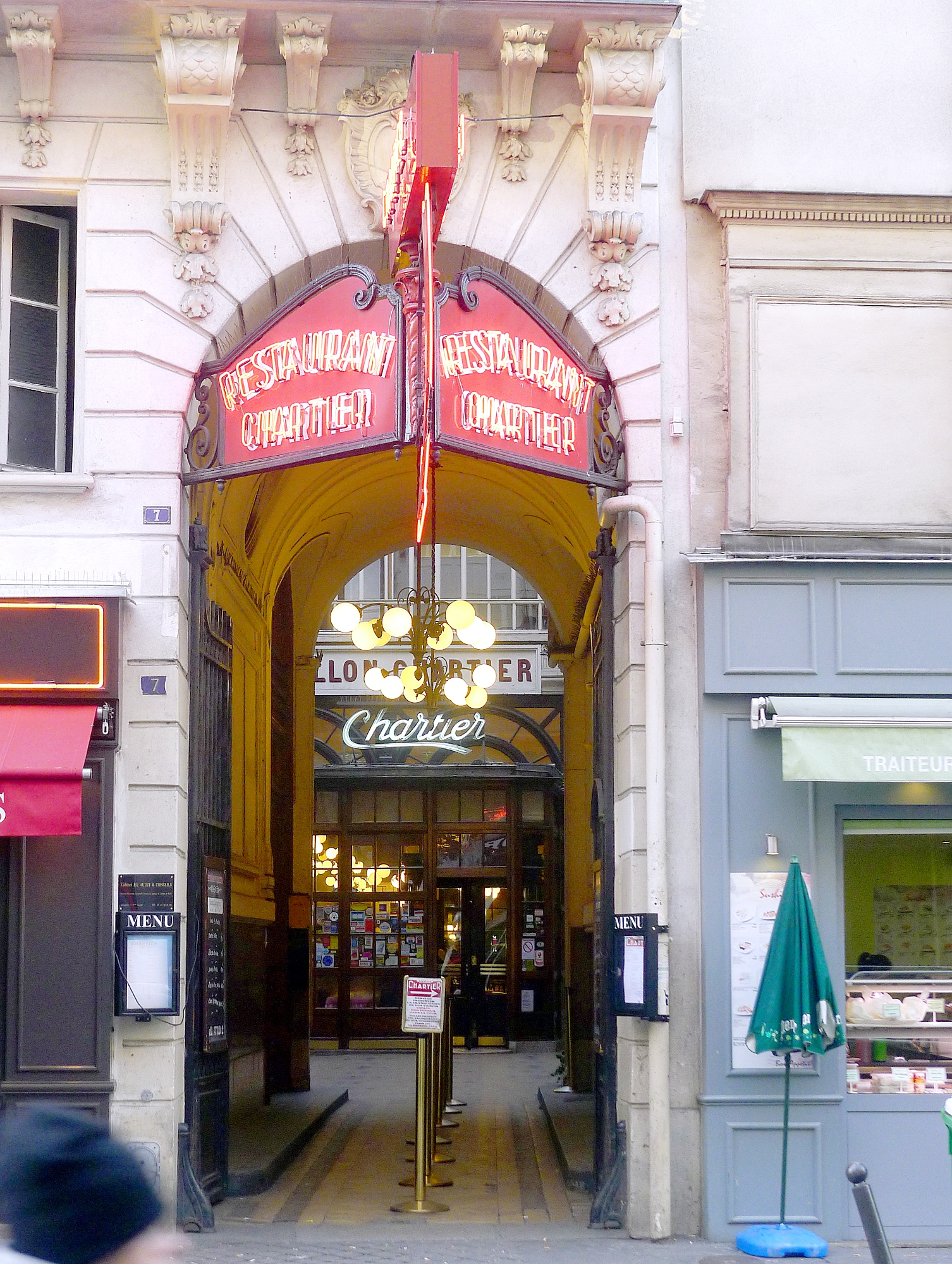
No 7, l'entrée du Bouillon Chartier.
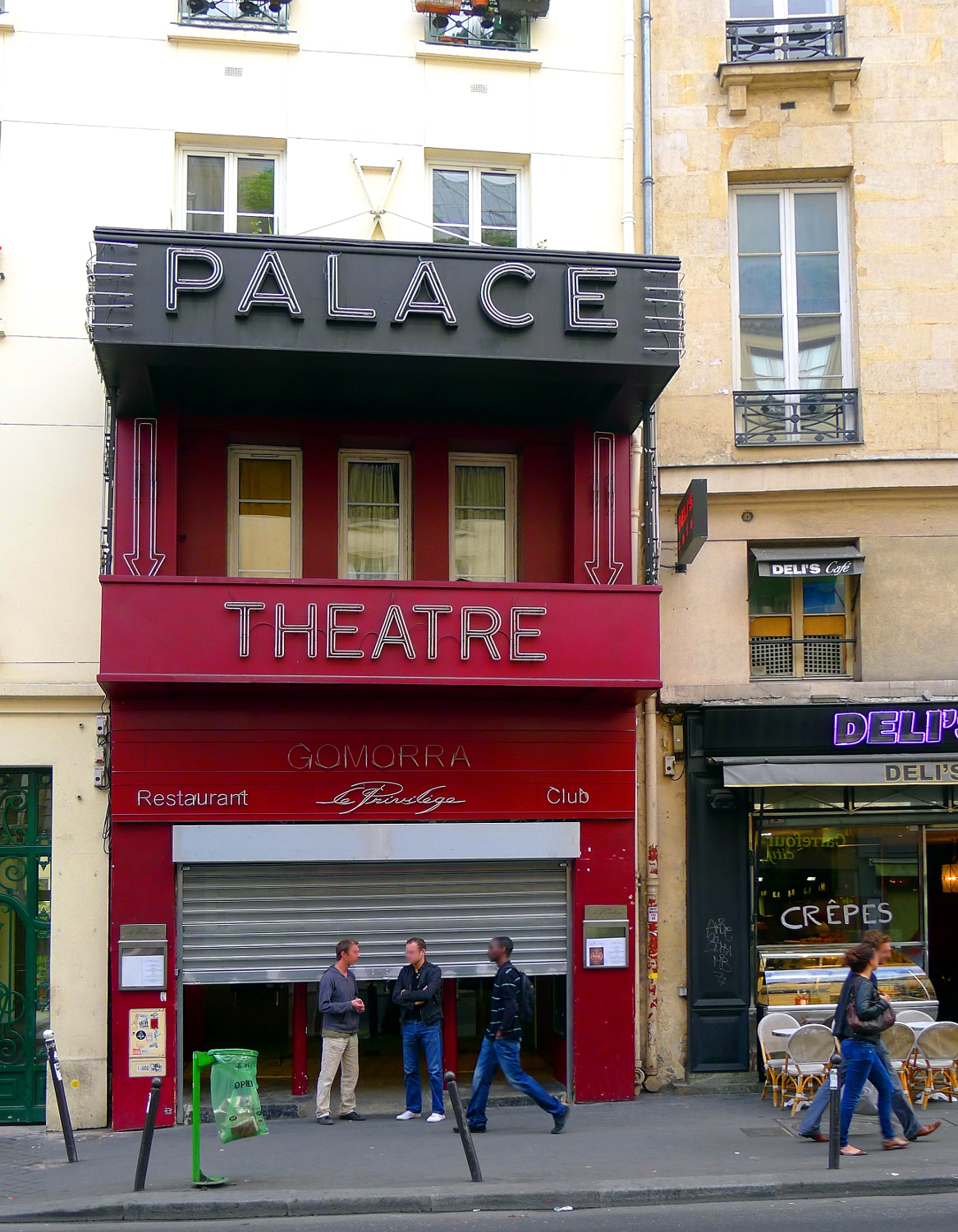
No 8, Le Palace.
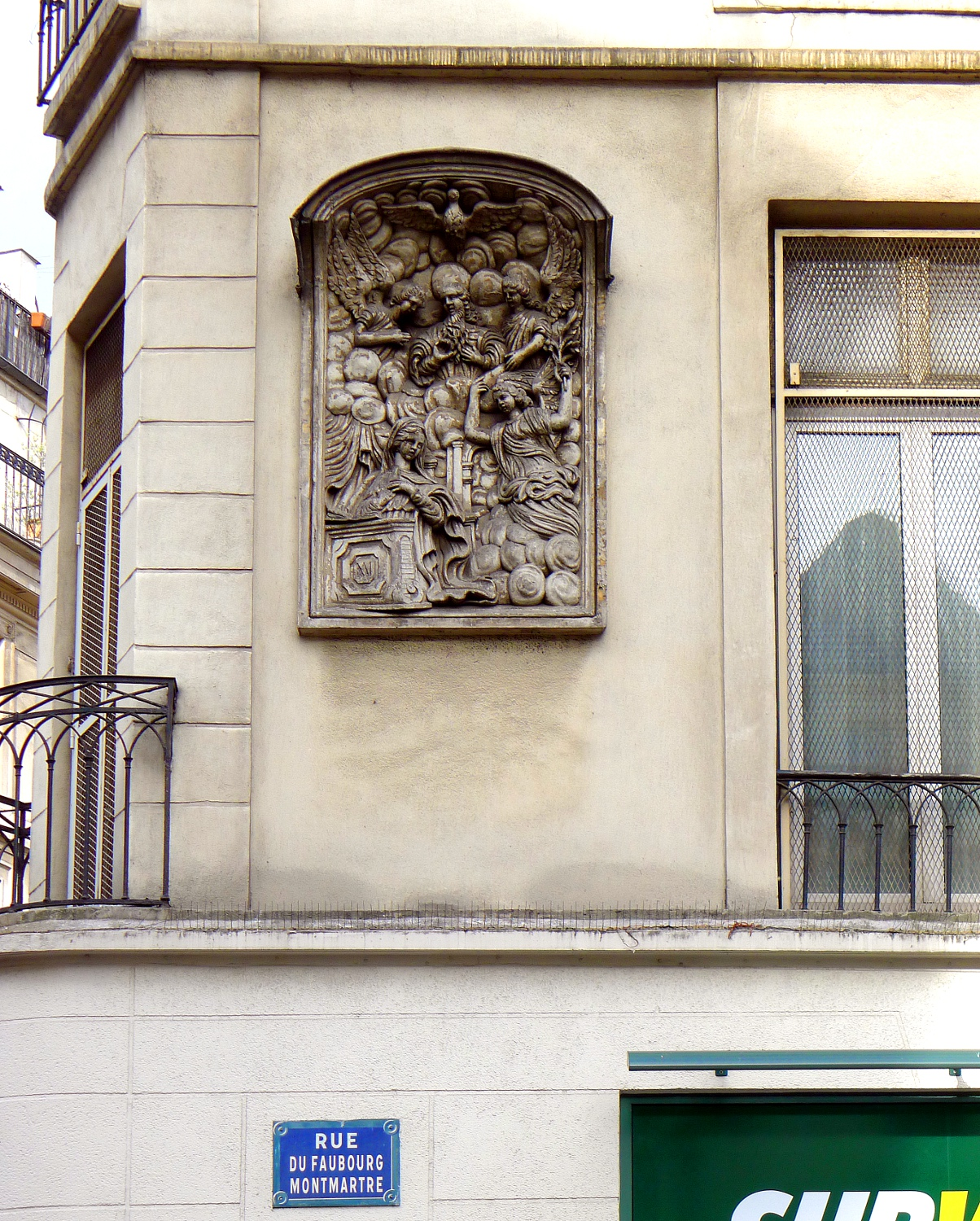
Bas-relief.
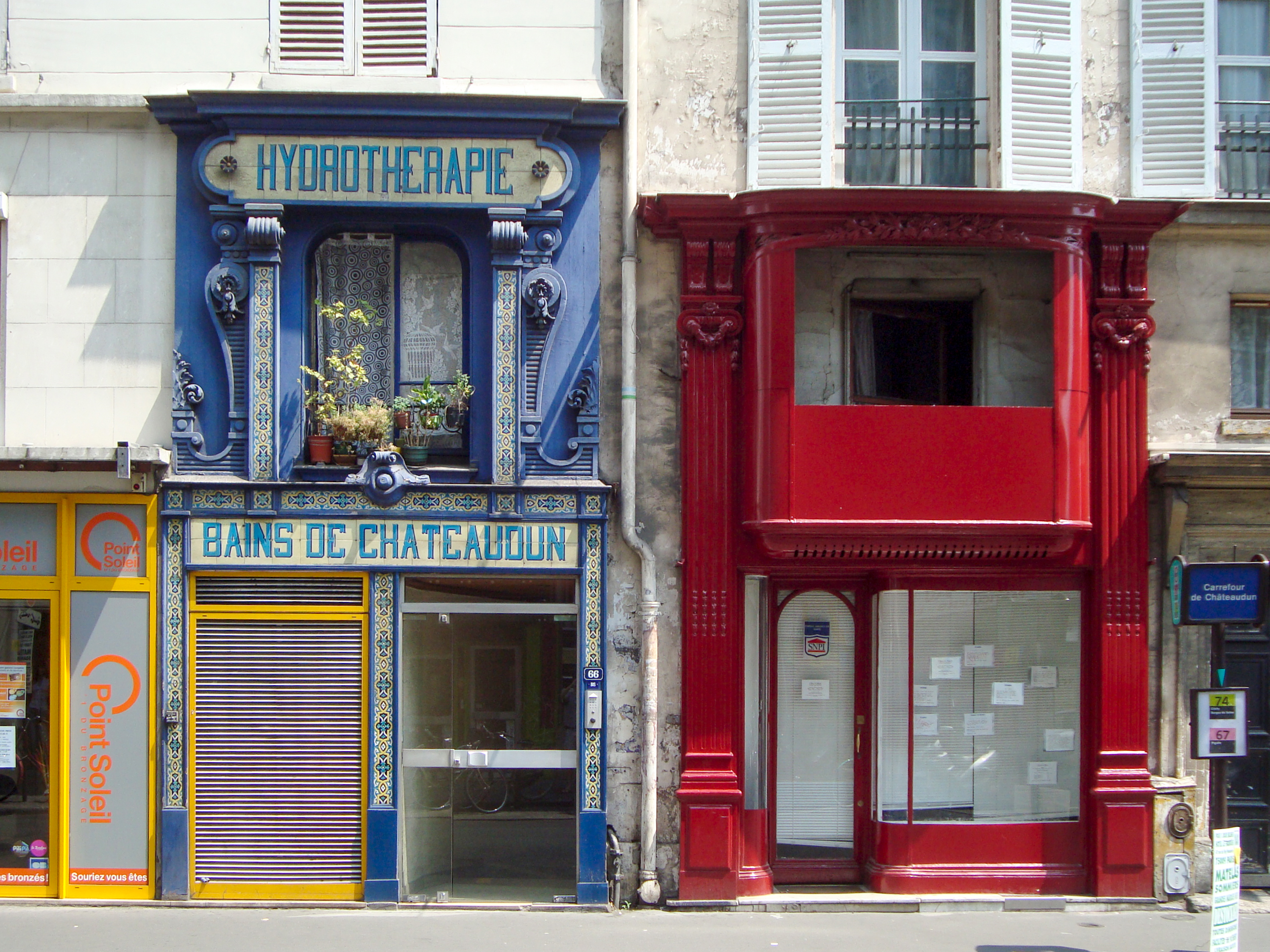
Façades de magasins dans la rue.
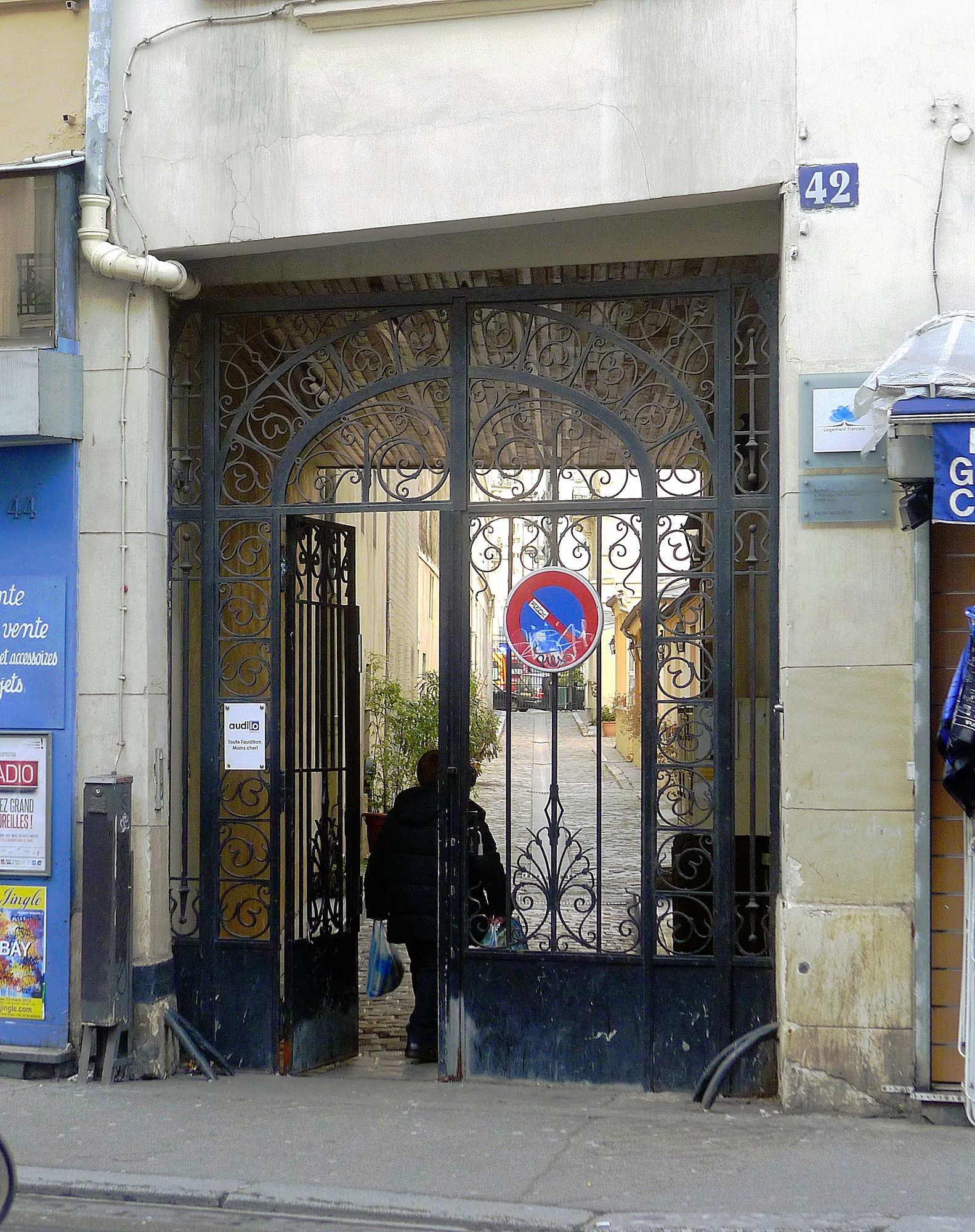
No 42, entrée du passage des Deux-Sœurs.